# 奥比奥拉·奥吉塔
奥比奥拉·奥吉塔（Obiora Odita，1983年5月14日—），是尼日利亚职业足球运动员，现效力于塞尔维亚球会扎沃尔。
奥吉塔在2011年1月加盟中超球队天津泰达。